# Boykinia occidentalis
Boykinia occidentalis är en stenbräckeväxtart som beskrevs av John Torrey och Gray. Boykinia occidentalis ingår i släktet bäckbräckor, och familjen stenbräckeväxter. Inga underarter finns listade i Catalogue of Life.

## Bildgalleri

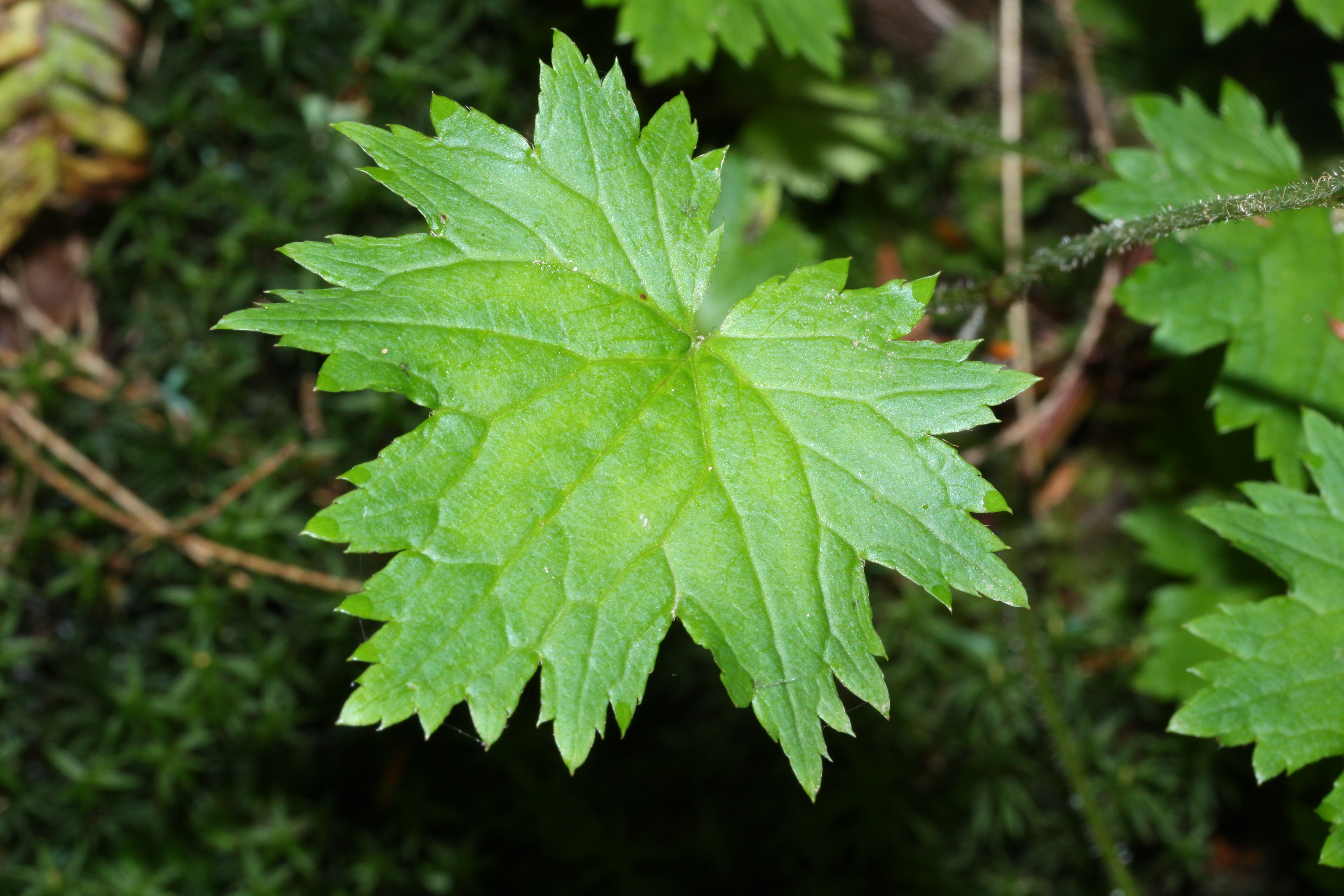